# 霸格288
霸格288（Bagger 288），或稱為MAN TAKRAF RB288，是一台巨型斗輪挖掘機及移動式露天採礦機，由德國克虜伯公司為能源與採礦企業蒂森克虜伯建造。
霸格288於1978年建造完成，以13,500噸的重量超越了大馬斯基，成為當時世界最重的陸上載具。該機器的設計和製造歷時五年，隨後又耗費五年進行組裝，總成本約為一億美元。1995年，霸格293以14,200噸的重量取代其成為最重陸上載具。不過，世界最大自走式陸上載具為中國徐工集团製造的XGC88000履帶起重機，而物理尺寸最大的陸上載具則為F60覆土輸送橋。
霸格288的操作效率極高，僅需五名操作人員即可完成全部作業。雖然霸格288與霸格293被認為是「姊妹機型」，但目前尚不清楚霸格288是否如霸格293般被歸類為TAKRAF的SRs 8000型。

## 概要
霸格288專為德國漢巴赫露天煤礦的覆土清除任務設計，是世界上最具代表性的鏟輪挖掘機之一。這台巨型機器每天可挖掘24萬噸煤炭或24萬立方米的覆土，相當於一天內將一個足球場挖至30公尺深。其每日產出的煤炭可裝滿2400節煤車，該挖掘機全長220公尺（721英尺），高度96公尺（315英尺），規模略小於霸格293。考慮到長時間操作的需求，機體內部配備有獨立的衛浴與廚房設施。
運行霸格288需外部提供16.56兆瓦的電力，行駛速度介於每分鐘2至10米（每小時0.1至0.6公里）。主結構由寬46米（151英尺）的底盤支撐，底盤設有三排共十二組履帶，每組履帶寬3.8米（12英尺）。由於履帶的接地面積大，霸格288的地面壓力僅為1.71巴（24.8 psi），能輕鬆穿越碎石、泥土和草地，且幾乎不留下痕跡。其最小轉彎半徑為50米，最大爬坡角度達5度（1:18斜率）。鏟輪直徑為21.6米（70英尺10英寸），裝有18個鏟斗，每個鏟斗的容量為6.6立方米（約8.6立方碼）。
2001年，霸格288完成漢巴赫礦區的煤層暴露工作後，遷移至加茲威樂礦區。這段22公里（14英里）的搬遷路線橫跨德國多項基礎設施，包括61號高速公路、埃爾夫特河、鐵路線及多條公路。整個遷移耗時三週，動員70名工人，成本近1500萬德國馬克。為讓霸格288順利通過河流，施工團隊在河床放置大型鋼管以引導水流，並鋪設岩石與碎石打造平坦路面。同時，為減少對植被的影響，還特意播撒草種以恢復受損地區。儘管整機搬運成本昂貴，但相較於拆解後運送，再在目的地重新組裝的方案，所需費用仍是較低。
霸格288雖屬德國鏟輪挖掘機的經典系列，其技術傳承可追溯至1958年的霸格281。此後，該系列機型相繼推出1975年的霸格285、1976年的霸格287，以及1995年的霸格293等。

## 流行文化
- 2009年，英國喜劇演員喬爾·維奇（英语：Joel Veitch）在專輯《Spongs In the Key of Life》中發表了一首致敬霸格288的歌曲。歌詞描繪這台挖掘機被設計用來保護人類免受哥吉拉與來自未來的毀滅機器人威脅。歌曲的音樂影片以德國電視紀錄片的片段作為畫面，展示了魯爾區鏟斗挖掘機的場景。[10] [11]
- 在2012年上映的電影《灵魂战车2：复仇时刻》中，主角幽靈車神附身於一台霸格288，將其轉化為燃燒的毀滅性載具用於對抗敵人。[12]
- 霸格288還短暫出現在2013年電影《飢餓遊戲：星火燎原》作為第12區背景中的一部分。[13][14]

## 圖庫

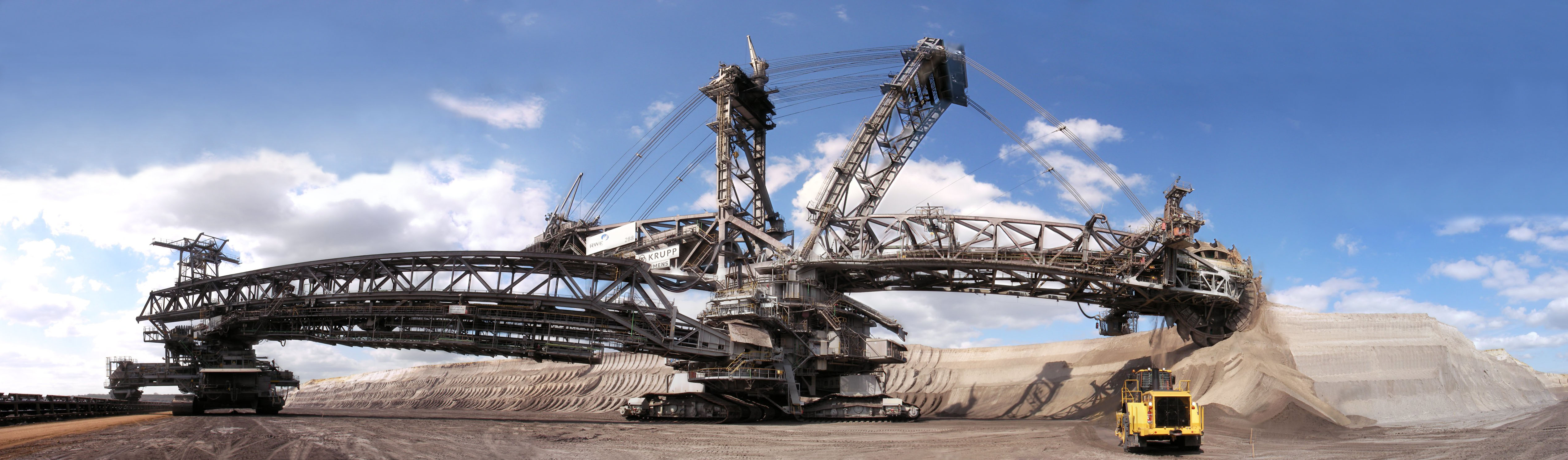
霸格288近景
位於加茲威樂礦區的288及相關挖土機，攝於2005年

## 另見
- 最大機器列表（英语：List_of_largest_machines）

## 外部連結
- Additional pictures 1 and 2
- Bagger 288 crossing the river Erft during the 2001 move (pictures)
- Manufacturer's homepage 的存檔，存档日期2016-08-05.